# Ricky Segall and the Segalls
Ricky Segall and the Segalls es el primer y único álbum de estudio del actor infantil Ricky Segall, mejor conocido por interpretar a Ricky Stevens en la serie de televisión The Partridge Family. Fue publicado en diciembre de 1973 a través de Bell Records.

## Recepción de la crítica
Un escritor no especificado de la revista Cash Box declaró: “Es genial ver a un niño muy pequeño salir a los focos y hacerlo bien, y eso es exactamente lo que el pequeño Ricky ha hecho en su LP debut para Bell. Ricky, un habitual de la serie 
Partridge Family de ABC-TV, está haciendo su apuesta en un mercado que ha demostrado ser una bonanza para personas como Tony DeFranco, Donny Osmond y Michael Jackson. Destacado por el sencillo «Sooner or Later», el paquete producido por Wes Farrell tiene todo el encanto y el humor que esperarías del protegido de David Cassidy”. Un escritor no especificado de la revista Billboard comentó: “Las estrellas del pop son cada vez más jóvenes, como lo demuestra este encantador niño de la serie de televisión Partridge Family. Él canta las melodías de su padre con un entusiasmo que indica su preocupación profesional”.

## Lista de canciones
Todas las canciones escritas y compuestas por Rick Segall.
Lado uno
1. «Say, Hey, Willie» – 3:32
2. «Just Loving You» – 2:31
3. «Mr. President» – 2:05
4. «Bicycle Song» – 1:56
5. «When I Grow Up» – 3:16

Lado dos
1. «What Kind of Noise Do You Make» – 2:52
2. «Sooner or Later» – 2:55
3. «What Would You Like to Be» – 4:13
4. «All I Want to Ask Santa Claus» – 2:32
5. «A Little Bit of Love» – 1:42

## Créditos y personal
Créditos adaptados desde las notas de álbum de Ricky Segall and the Segalls.
Músicos
- Rick Segall – voces
- Hal Blaine – batería
- Jim Gordon – batería
- Ben Benay – guitarra
- Dennis Budimir – guitarra
- Richard Bennett – guitarra
- Gary Coleman – percusión
- Larry Muhoberac – teclados
- Tom Hensley – teclados
- Michael Omartian – teclados
- Jackie Kelso – instrumento de viento-madera
- Bill Perkins – instrumento de viento-madera
- Ernie Watts – instrumento de viento-madera
- Plaz Johnson – instrumento de viento-madera
- Ray Pizzi – fagot
- Lenny Malarsky – conductor

Personal técnico
- Wes Farrell – productor
- John Bahler – arreglos
- Gary Kellegren – ingeniero de audio
- Earl Miller – fotografía
- The Music Agency – diseño de portada
- Beverly Weinstein – director artístico